# Thermoelektrische Spannungsreihe
Um an einem Thermoelement Temperaturen zu messen, müssen die für die elektrischen Thermospannungen ursächlichen Thermokräfte der verwendeten unterschiedlichen Materialien, meist sind dies Metalle oder Legierungen, bekannt sein.
Die bei einer gegebenen Temperaturdifferenz erzielbare Thermospannung eines Thermoelementes ist umso größer, je größer der Abstand der Metalle in der thermoelektrischen Spannungsreihe ist. Die Thermospannung eines Thermoelementes ergibt sich aus der Temperaturdifferenz und der Differenz der Thermokräfte der beiden verwendeten Materialien. Die Thermokraft ist eine temperaturabhängige Materialkonstante.
Die Thermospannungen der Werkstoffe werden in erster Näherung als Proportionalitätsfaktor gegenüber einem Referenzmaterial angegeben. Als konstanter Faktor wird dabei vorausgesetzt, dass nur eine geringe und in praktischen Anwendungen vernachlässigbare Abhängigkeit des Proportionalitätsfaktors von der absoluten Temperatur vorliegt, was bei bestimmten Materialien und eingeschränkten Temperaturbereichen gewährleistet ist. Diese dann als Proportionalitätskonstante bezeichneter Faktor mit der Dimension mV/K wird als Thermoempfindlichkeit, k-Wert oder k-Faktor bezeichnet. In der thermoelektrischen Spannungsreihe werden sie analog zur elektrischen Spannungsreihe relativ zu Platin, bezogen auf eine Temperaturdifferenz von 100 Kelvin, angegeben. Diese k-Werte der Materialien gelten für die Normaltemperatur von 273 K (0 °C).
| Werkstoff   | α in µV/K bei 273 K |
| ----------- | ------------------- |
| Bismut      | −72                 |
| Konstantan  | −35                 |
| Nickel      | −15                 |
| Kalium      | −9,0                |
| Natrium     | −2,0                |
| Platin      | 0                   |
| Quecksilber | 0,6                 |
| Kohlenstoff | 3                   |
| Aluminium   | 3,5                 |
| Blei        | 4,0                 |
| Rhodium     | 6                   |
| Kupfer      | 6,5                 |
| Gold        | 6,5                 |
| Silber      | 6,5                 |
| Cadmium     | 7,5                 |
| Eisen       | 19                  |
| Nichrome    | 25                  |
| Antimon     | 47                  |
| Germanium   | 300                 |
| Silizium    | 440                 |
| Tellur      | 500                 |
| Selen       | 900                 |

Nichtlineare Thermospannungen bei niedrigen Temperaturen

Die Thermospannungen konkreter Thermoelemente sind über bestimmte Bereiche der Absoluttemperatur zwar oft nahezu linear von der Temperatur abhängig, für andere Bereiche treten jedoch teilweise starke Abweichungen auf. So beträgt der Wert von NiCr/Ni-Thermoelementen (Typ K) im Bereich von 0 bis 800 °C 4…4,26 mV/100 K, fällt jedoch hin zu niedrigeren Temperaturen stark ab und beträgt bei −250 °C nur noch 1 mV/100 K wie im nebenstehenden Diagramm der in der Farbe rosa gezeichneten Verlauf dargestellt.
Aber nicht nur bei tiefen Temperaturen treten Nichtlinearitäten auf. So weisen beispielsweise Pt/PtRh10-Thermoelemente (Typ S) bei Raumtemperatur einen Wert von etwa 0,65 mV/100 K auf, der bei 1000 °C auf Werte von 1,2 mV/100 K ansteigt.
Im linearen Bereichen konstanter k-Werte, dies ist durch Einschränkung auf einen hinreichend engen Temperaturbereich möglich, ergibt sich die Thermospannung U zu
{\displaystyle U=(k_{\mathrm {a} }-k_{\mathrm {b} })\cdot (T_{1}-T_{2})}
mit
{\displaystyle k_{\mathrm {a} },k_{\mathrm {b} }} – k-Werte der beiden Metalle „a“ und „b“
und
{\displaystyle T_{1},T_{2}} – Temperaturen der beiden Verbindungsstellen der Materialien.
Aufgrund der temperaturabhängigen k-Werte liefern Thermoelemente über einen größeren Temperaturbereich kein temperaturproportionales Spannungssignal. Diese Nichtlinearität muss für genaue Messungen berücksichtigt bzw. kompensiert werden. Für gebräuchliche Thermoelement-Kombinationen gibt es Tabellen, in denen die Thermospannungen für jede Temperatur in 0,1-Kelvin-Schritten abgelesen werden kann. Die Temperatur kann anhand dieser Tabellen bestimmt werden oder die Nichtlinearität wird mit empirischen, nur für bestimmte Bereiche geltenden Formeln berücksichtigt. Tabellen (Grundwerte der Thermospannungen) sind in der Norm IEC 60584 Teil 1 oder auch bei den Herstellern der Thermoelemente zu finden.